# 8815 Deanregas
8815 Deanregas eller 1984 DR är en asteroid i huvudbältet som upptäcktes den 23 februari 1984 av den belgiske astronomen Henri Debehogne vid La Silla-observatoriet. Den är uppkallad efter den amerikanske astronomen Dean Regas.
Asteroiden har en diameter på ungefär 5 kilometer.